# Río Patapsco

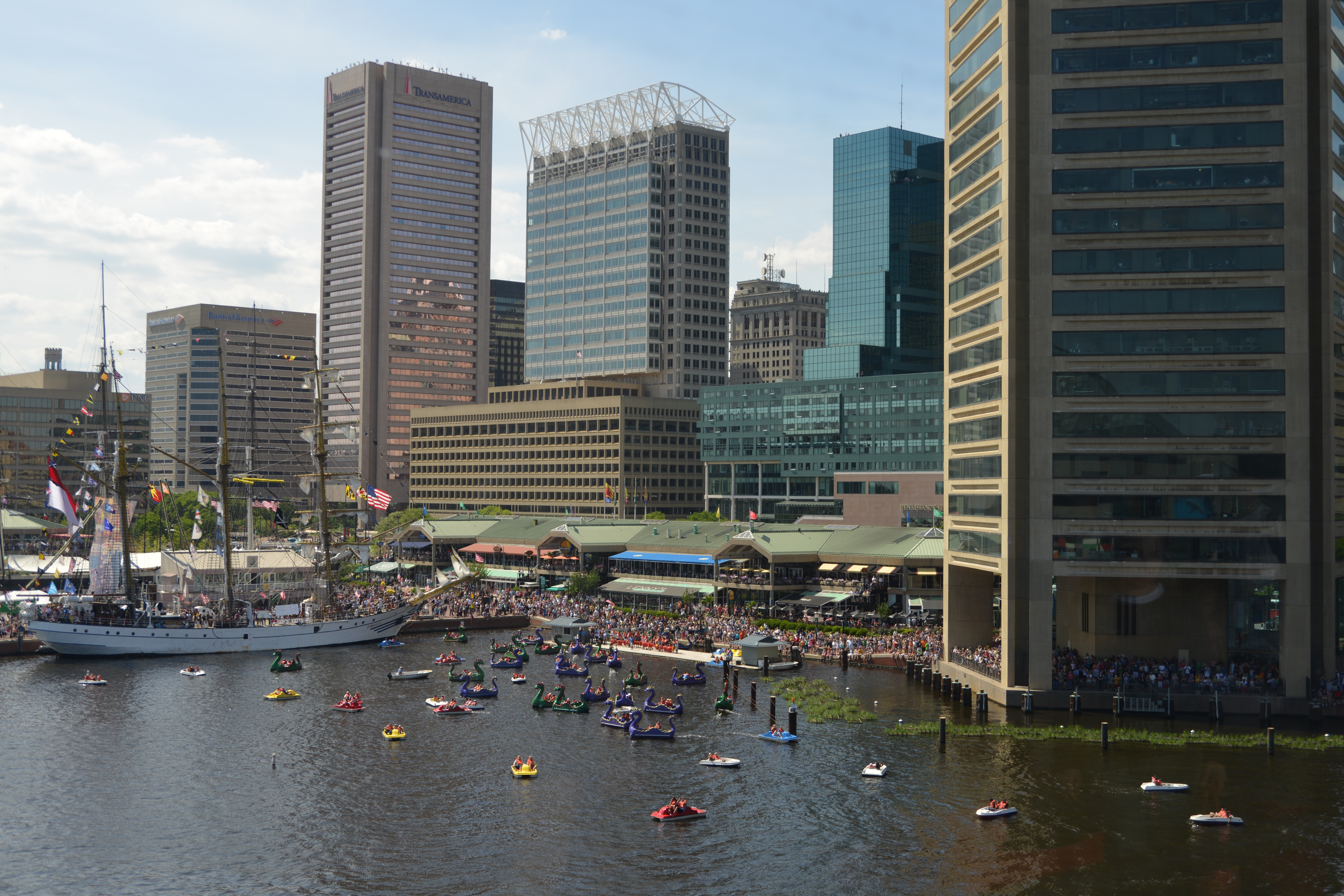
El Puerto Inner del Acuario de Baltimore

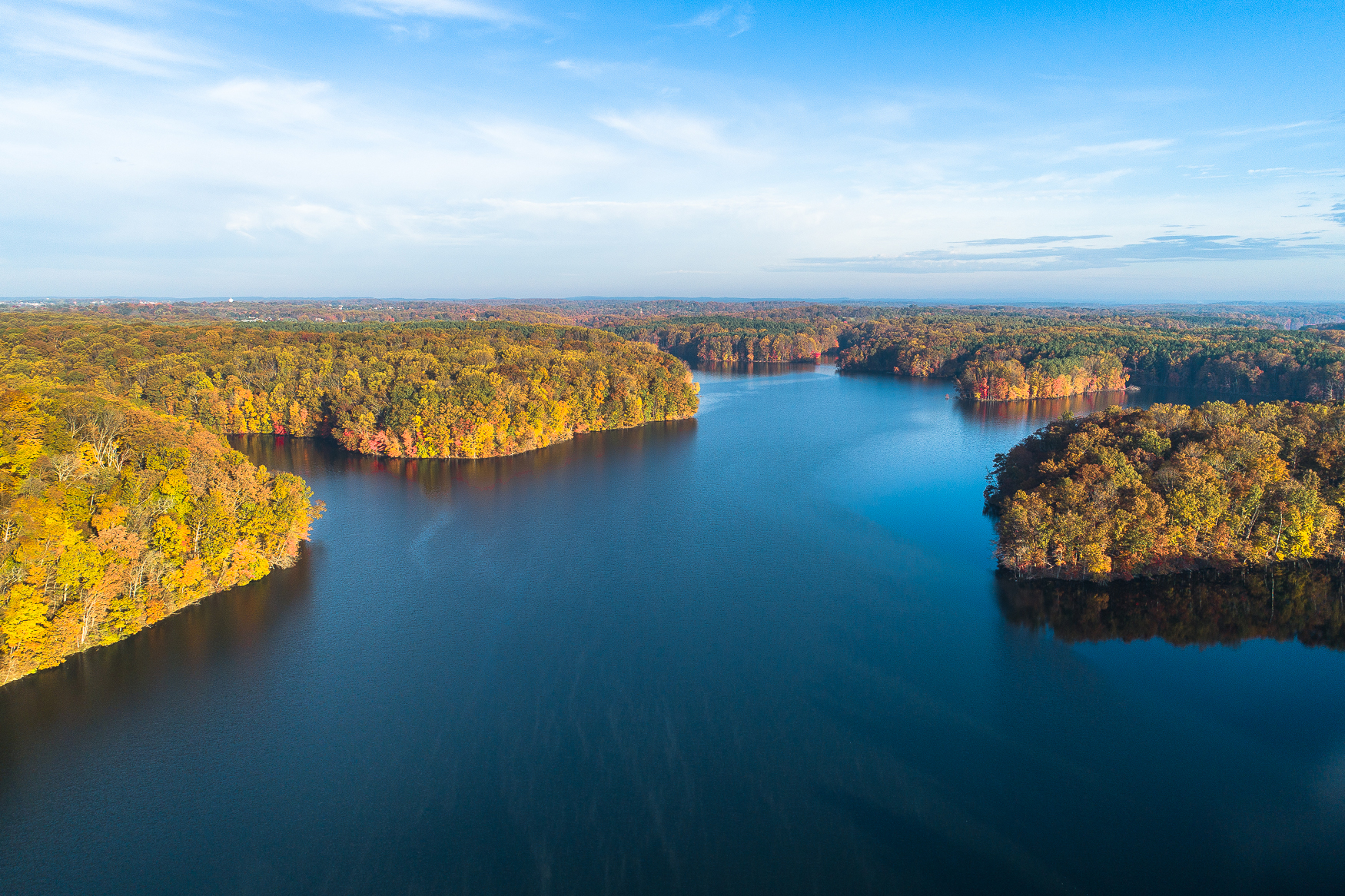
Liberty Reservoir

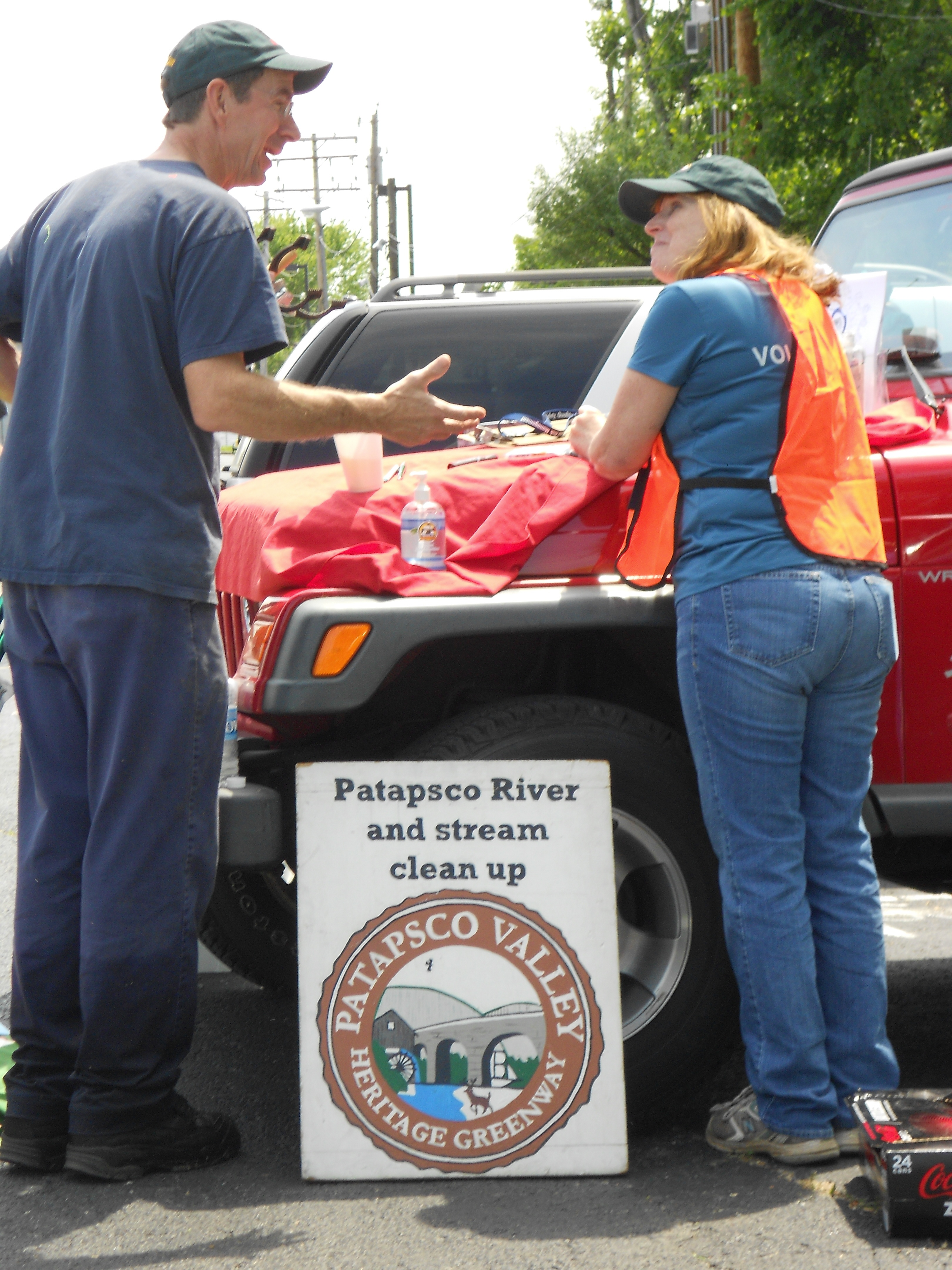
Voluntarios en una limpieza comunitaria de Herbert Run, un afluente del río Patapsco que atraviesa Arbutus, Maryland

El río Patapsco (pronunciación en inglés: /pʰəˈtʲæpˌskoʊ/) es un río de 63 km en el centro de Maryland que desemboca en la bahía de Chesapeake. La división de la marea del río forma el puerto de la ciudad de Baltimore. Con su brazo sur, el Patapsco forma la frontera norte del condado de Howard, Maryland. El nombre «Patapsco» se deriva del algonquino pota-psk-ut, que se traduce como «remanso» o «marea cubierta de espuma».

## Historia
El capitán John Smith fue el primer europeo en explorar el río, señalándolo en su mapa de 1612 como el río Bolus. El «río Rojo», llamado así por el color de su arcilla, se le considera el «antiguo Bolus», ya que otros brazos también fueron etiquetados como Bolus en los mapas. Como el río no era navegable más allá de Elkridge, no era una ruta importante de comercio; en 1723 solo un barco figuraba como en servicio en el brazo norte y otros cuatro operaban cerca de la desembocadura.
A partir de la década de 1770, el río Patapsco se convirtió en el centro de la industrialización de Maryland. Las operaciones de molienda y fabricación abundaron a lo largo del río durante los siglos XVIII y XIX, generalmente impulsadas por pequeñas presas. La línea principal original del ferrocarril de Baltimore y Ohio se construyó en 1829 al oeste a lo largo del valle de Patapsco. Como primer ferrocarril de EE. UU., la ruta permanece, aunque muy modificada. Se construyeron muchos puentes ferroviarios en el valle, incluido el viaducto Thomas, que todavía está en uso, y el viaducto Patterson, ahora en ruinas. Los molinos de harina y la presa hidroeléctrica, la presa Bloede, construida en 1907, fueron alimentados anteriormente por el río.
El valle es propenso a inundaciones periódicas. Las inundaciones modernas incluyen la inundación de 1868, que arrasó 14 casas y mató a 39 personas alrededor de la ciudad de Ellicott. Una inundación de 1923 cubrió hasta los puentes mientras que en 1952, una pared de agua de 3 m barrió los comercios de la ciudad de Ellicott. Una inundación de 1956 provocó graves daños en la planta de los Hermanos Bartigis. En 1972, como resultado de la lluvia de los remanentes del huracán Agnes, Ellicott City y Old Main Line sufrieron graves daños. La inundación de Maryland en julio de 2016 devastó Main Street y dejó dos muertos, seguido dos años después por una inundación repentina el 27 de mayo de 2018 que cobró la vida de un rescatador.
La desembocadura del río Patapsco forma el puerto de Baltimore, el sitio de la batalla de Baltimore durante la guerra de 1812. Aquí es donde Francis Scott Key, mientras estaba a bordo del barco británico HMS Tonnant, escribió «The Star-Spangled Banner», un poema que luego se musicalizó como himno nacional de los Estados Unidos. Hoy en día, una boya roja, blanca y azul marca el lugar donde estuvo anclado el barco.
En las primeras horas del 26 de marzo del 2024, el puente Francis Scott Key, de 2.6 km de largo, y que formaba parte de la autopista Interestatal 695 sobre el río Patapsco, fue golpeado por un buque portacontenedores y parte de su estructura cayó parcialmente en el río.

## Geografía

### Cuenca
El Patapsco tiene un área de cuenca (incluida la superficie del agua) de 2460 km². A lo largo de la mayor parte de su longitud, el Patapsco es un río menor que fluye en su mayor parte a través de un valle estrecho. Sin embargo, los últimos 16 km forman una gran ensenada de estuario de marea en la bahía de Chesapeake. La parte interior de este estuario proporciona el puerto de Baltimore, compuesto por el Northwest Harbor y el Middle Branch, incluyendo Thoms Cove. El estuario de Patapsco está al sur del río Back y al norte del río Magothy. El río Patapsco forma el puerto cuando desemboca en la bahía de Chesapeake. Además de Baltimore, el río también fluye a través de Ellicott City (sede del condado de Howard) y Elkridge.
El cauce del río Patapsco comienza en la confluencia de las brazos norte y sur, cerca de Marriottsville, aproximadamente a 24 km al oeste del centro de Baltimore. Los 31.2 km del brazo sur se alzan más al oeste en Parr's Spring, donde se encuentran los condados de Howard, Carroll, Frederick y Montgomery. Este último comienza en la elevación de 240 m en Parr's Ridge, justo al sur de la Interestatal 70 y al este de Ridge Road (carretera 27), 3 km al sur de Mount Airy, Maryland. El brazo sur del río Patapsco traza el límite sur del condado de Carroll y el límite norte del condado de Howard. El primer registro de tierras con respecto a Parr's Springs data de 1744, cuando John Parr colocó un terreno de 81 hectáreas que llamó Parr's Range. Durante la Guerra Civil, Parr's Spring fue una parada para la caballería del Ejército del Potomac, liderada por el general de brigada David M. Gregg, el 29 de junio de 1863, mientras se dirigía a Gettysburg, Pensilvania. Parr's Spring fue excavada para formar un estanque de 0,71 hectáreas en la década de 1950, con siete manantiales que forman la cabecera del brazo sur del río Patapsco.
El brazo norte fluye 33.6 km hacia el sur desde su origen en el Condado de Carroll. La presa Liberty y su embalse, ubicado en el brazo norte, es un componente importante del sistema de agua de la ciudad de Baltimore.
El parque estatal de Patapsco Valley se extiende a lo largo de 51 km del Patapsco y sus brazos, abarcando un total de 5700 hectáreas en cinco áreas diferentes. El río corta un cañón de 35–70 m de profundidad dentro del parque, que presenta acantilados rocosos y cascadas afluentes. La presa de Bloede, una represa hidroeléctrica construida en 1906, estaba ubicada en el río Patapsco dentro del parque. Era una barrera casi completa para el paso de peces anádromos. Aunque se instaló una escalera para peces en 1992, bloqueó cinco de las seis especies de peces nativas que intentaban correr río arriba para desovar. Los esfuerzos para demoler la presa de Bloede comenzó en la década de 1980, cuando ocurrieron nueve muertes por ahogamiento, y también para restaurar el paso de peces a una gran parte de la cuenca del río Patapsco. La demolición de la presa comenzó el 12 de septiembre de 2018, abriendo la pesquería y creando un rápido rocoso para el kayak. Dos presas aguas arriba de la presa Bloede, Simkins y Union, fueron demolidas en 2010. La demolición de la presa Bloede deja a la presa Daniels, a 14 km río arriba, como la última presa que queda a lo largo del río Patapsco.

### Afluentes
- Deep Run (Condado de Carroll)
- Board Run (Condado de Baltimore)
- Roaring Run (Condado de Carroll)
- Liberty Reservoir (Condados de Carroll/Baltimore)
- Keysers Run (Condado de Baltimore)
- Beaver Run (Condado de Carroll)
- Norris Run (Condado de Baltimore)
- Timber Run (Condado de Baltimore)
- Middle Run (Condado de Carroll)
- Morgan Run (Condado de Carroll)
- Locust Run (Condado de Baltimore)
- Snowdens Run (Condado de Carroll)
- Falls Run (Condado de Baltimore )
- Rama Sur del Río Patapsco
- Davis Branch (Condado de Howard)
- Brice Run (Condado de Baltimore)
- Bens Run (Condado de Baltimore)
- Cedar Branch (Baltimore)
- Miller Run (Condado de Baltimore)
- Sucker Branch (Condado de Howard)
- Tiber River (Condado de Howard)
- Cooper Branch (Baltimore)
- Bonnie Branch (Condado de Howard)
- Sawmill Branch (Condado de Baltimore)
- Cascade Falls (Condado de Howard)
- Soapstone Branch (Condado de Baltimore)
- Rockburn Branch (Condado de Howard)
- Deep Run (Condados de Howard/Anne Arundel)
- Stony Run (Condado de Anne Arundel)
- Herbert Run (Condado de Baltimore)
- Holly Creek (Condado de Anne Arundel)
- Middle Branch to Gwynns Falls (Ciudad de Baltimore)
- Northwest Harbor a Jones Falls (Ciudad de Baltimore)
- Colgate Creek (Ciudad de Baltimore)
- Curtis Creek (Ciudad de Baltimore)
- Bear Creek (Condado de Baltimore)
- Cox Creek (Condado de Anne Arundel)
- Stoney Creek (Condado de Anne Arundel)
- Rock Creek (Condado de Anne Arundel)
- Old Road Bay (Condado de Baltimore)
- Bodkin Creek (Condado de Anne Arundel)

## Ecología y conservación
La demolición de la presa Bloede's en septiembre de 2018 abrió 105 km de la cuenca del río Patapsco, lo que potencialmente restaurará los desoves de al menos seis especies de peces anádromos nativos: la pinchagua (Alosa pseudoharengus), el arenque azul (Alosa aestivalis), el sábalo americano (Alosa sapidissima), el sábalo nogal (Alosa mediocris), el róbalo rayado (Morone saxatilis), la lamprea de mar (Petromyzon marinus); y solo una sola especie, la lamprea de mar, se encontró utilizando la escalera de peces de la presa de Bloede en 2012. Una especie catádroma probablemente también se beneficiaría, la anguila americana (Anguilla rostrata), una especie de pez que vive en agua dulce y migra al océano para reproducirse. El proyecto de demolición de la presa Bloede's fue dirigido por American Rivers y el Departamento de Recursos Naturales de Maryland.
Ahora que se ha eliminado la presa de Bloede, la remoción de la presa Daniels río arriba en el cauce del río Patapsco abrirá a los peces anádromos los 10.5 km restantes del cauce del río Patapsco, la longitud total de 31.2 km del brazo sur del Patapsco, 5.6 km del brazo norte hasta la presa Liberty, y muchos de los afluentes de estos ríos.

## Calidad del agua
La porción oriental del río Patapsco se encuentra en un área altamente urbanizada y está sujeta a una extensa escorrentía de aguas pluviales y otras formas de contaminación del agua. El Departamento del Medio Ambiente de Maryland ha identificado que el brazo norte inferior contiene altos niveles de metales pesados (cromo, cadmio, cobre, mercurio, níquel, plomo y zinc), así como fósforo, arsénico y selenio, bacterias coliformes fecales y PCB.
Los esfuerzos de limpieza realizados por los residentes de las comunidades aledañas han sido dirigidos por organizaciones ambientales sin fines de lucro, como The Friends of Patapsco Valley & Heritage Greenway, Inc. (PHG). De 2006 a 2012, los voluntarios de PHG participaron en 183 limpiezas de arroyos, eliminando 264 toneladas de basura de los arroyos de la cuenca del valle de Patapsco.

## Recreación
Los adolescentes disfrutan nadando en las áreas del río Patapsco, que suelen incluir columpios de cuerda, tubos interiores y vadeo. El río también sirve de lugar para el balsismo.

## Puentes
| Cruce                                          | Calles                                     | Ubicación                              |
| Condado de Howard-Condado de Baltimore         | Condado de Howard-Condado de Baltimore     | Condado de Howard-Condado de Baltimore |
| ---------------------------------------------- | ------------------------------------------ | -------------------------------------- |
| Puente MD 125                                  | MD 125 (Old Court Road)                    | Woodstock                              |
| Puente Eureka                                  | B&O Antigua línea de subdivisión principal | Daniels                                |
| Puente Hollifield                              | Old Frederick Road                         | Daniels                                |
| Puente I-70                                    | I 70                                       | Ellicott City Catonsville              |
| Puente Baltimore National Pike                 | US 40 (Baltimore National Pike)            | Ellicott City Catonsville              |
| Puente de la calle principal                   | MD 144 (Calle principal)                   | Ellicott City Oella                    |
| Puente Ilchester Road                          | Ilchester Road                             | Ilchester                              |
| Puente Ilchester                               | B&O Antigua línea de subdivisión principal | Ilchester                              |
| Puente Grist Mill Trail                        | Grist Mill Trail                           | Ilchester                              |
| Puente Colgante Patapsco                       | Patapsco Swinging Bridge Trail             | Ilchester                              |
| Puente Gun Road                                | Gun Road                                   | Relay                                  |
| Puente I-95                                    | I 95                                       | Elkridge Relay                         |
| Viaducto Thomas                                | B&O Subdivisión de capital                 | Elkridge Relay                         |
| Puente US 1                                    | US 1 (Washington Boulevard)                | Elkridge Relay                         |
| Puente I-895                                   | I 895 (Harbor Tunnel Thruway)              | Elkridge Relay                         |
| Condado de Anne Arundel – Condado de Baltimore |                                            |                                        |
| Puente I-195                                   | I 195 (Metropolitan Boulevard))            | Elkridge Halethorpe                    |
| Puente del corredor noreste                    | Amtrak Corredor Noreste                    | Linthicum Halethorpe                   |
| Puente de Baltimore Beltway                    | I 695 (Baltimore Beltway)                  | Linthicum Lansdowne                    |
| Puente de Hammonds Ferry Road                  | Hammonds Ferry Road                        | Linthicum Lansdowne                    |
| Puente BW Parkway                              | MD 295                                     | Baltimore Highlands                    |
| Puente MD 648                                  | MD 648 (Baltimore-Annapolis Boulevard)     | Baltimore Highlands                    |
| Puente de tren ligero central                  | Carril ligero de Baltimore                 | Baltimore Highlands                    |
| Puente I-895 cerca de South West Area Park     | I 895 (Harbor Tunnel Thruway)              | Baltimore Highlands                    |
| Puente de la avenida patapsco                  | Avenida Patapsco                           | Brooklyn, Baltimore                    |
| Puente Curtis Bay Branch Railroad              | B&O Curtis Bay Branch                      | Baltimore                              |
| Puente de las calles Hanover & Potee           | MD 2 (Calle Hanover-Calle Potee)           | Baltimore                              |
| Túnel Fort McHenry                             | I 95                                       | Baltimore                              |
| Túnel del puerto de Baltimore                  | I 895 (Harbor Tunnel Thruway)              | Baltimore                              |
| Puente Francis Scott Key                       | I 695 (Baltimore Beltway)                  | Baltimore                              |